# Trzy pory roku
Trzy pory roku – zrealizowany w języku wietnamskim dramat z 1999 roku, wyprodukowany w Stanach Zjednoczonych w reżyserii Tony'ego Bui. Wietnamski kandydat w rywalizacji o Oscara w kategorii filmu nieanglojęzycznego.
Film przedstawia historię kilku osób, których losy splatają się w jego trakcie. Tłem dla przedstawionych wydarzeń jest miasto Ho Chi Minh (dawny Sajgon), ulegające transformacji pod wpływem wkraczającej do Wietnamu kultury zachodu.

## Obsada
- Nguyễn Ngọc Hiệp - Kien An
- Hoàng Phát Triệu - Huy
- Đơn Dương - Hai
- Nguyễn Hữu Được - Woody
- Harvey Keitel - James Hager
- Zoe Bui - Lan
- Trần Mạnh Cường - Dao

## Nagrody i nominacje
- nominacja do Złotego Niedźwiedzia na 49. MFF w Berlinie (1999)
- Nagroda Satelita dla najlepszego filmu obcojęzycznego w 2000
- Golden Trailer Awards za najlepszy film zagraniczny w 1999
- Independent Spirit Awards w 2000 za najlepsze zdjęcia (Lisa Rinzler) i nominacja za najlepszą główną rolę
- nominacja do Political Film Society Award w 2000
- nagroda Portland Interneational Film Festival za najlepszy film w 1999
- nominacja do nagrody Bronze Horse na Stockholm Film Festival w 1999
- nagroda publiczności, nagroda Grand Jury Prize i nagroda za zdjęcia na Sundance Film Festival w 1999 (był to pierwszy film nagrodzony na tym festiwalu jednocześnie nagrodą publiczności i Grand Jury Prize)